# Zoalene
Lo zoalene, chiamato anche 3,5-dinitro-o-toluammide, o 2-metil-3,5-dinitrobenzammide è un additivo del foraggio per pollame, usato per prevenire la coccidiosi.
È anche conosciuto con altri nomi commerciali, (Dinitolmide, Coccidine A, Coccidot, e Zoamix). 
Lo zoalene è normalmente aggiunto al cibo in dosi di 125 ppm (preventivo) o 250 ppm (curativo). Si tratta di un farmaco anticoccidiale ad ampio spettro, che previene sette maggiori ceppi dell'Eimeria coccidium. Non lascia residui nei tessuti e può essere usato per prevenire la coccidiosi anche nei conigli.
Se lo zoalene viene mantenuto alla temperatura di 120-125 °C per un tempo maggiore o uguale a 24 ore, può dar luogo a reazioni esotermiche violente finanche ad esplodere.